# 印度教性
印度教性（羅馬化：Hindutva），或译印度教特性（英語：Hinduness），是一种印度教民族主義的表現形式。這術語由維納亞克·達莫德爾·薩瓦卡於1923年創造，這種意識形態被國民志願服務團及印度人民黨使用。
印度教性運動被描述為“右翼極端主義”的變體和“幾乎是古典意義上的法西斯主義”，堅持同質化多數和文化霸權的概念。一些分析家對印度教性與法西斯主義的認定存在爭議，並認為印度教性是一種極端形式的保守主義或“民族專制主義”。